# Platja d'El Calambre
La platja d'El Calambre és un pedrer que està situada al costat del poble del mateix nom. La seva forma és similar a un tallat en la roca, perpendicular a la línia de la vora de l'aigua, en la qual en el seu últim tram i als moments de baixamar apareix una petita zona de sorra. Amb vehicle es pot arribar fins a uns 500 m de la platja. La platja és de roca i sorra, el grau d'urbanització és baix i el d'ocupació també. No té cap mena de servei.
Prop de la platja estan les localitats de Tàpia de Casariego i Retela i just darrere de la platja està el poble de El Calambre. Per arribar a la platja des de «El Calasmbre» cal prendre un camí cap al mar l'única referència del qual és arbre solitari, cap al nord. El descens és molt escarpat, ple de vegetació i bastant difícil. Les pedres de vores afilades i les dificultats d'accés citades fan que aquesta platja sigui molt poc visitada. En qualsevol cas, si es vol descendir a ella es recomana calçat fort. Durant la pleamar les ones assoten fortament les roques pel que cal extremar les precaucions.